# Oswaldella terranovae
Oswaldella terranovae is een hydroïdpoliep uit de familie Kirchenpaueriidae. De poliep komt uit het geslacht Oswaldella. Oswaldella terranovae werd in 1996 voor het eerst wetenschappelijk beschreven door Peña Cantero & Vervoort. 